# Jacquelyn Wagner
Jacquelyn Wagner (* vor 1980) ist eine US-amerikanische Opernsängerin (Sopran).

## Karriere
Jacquelyn Wagner wurde in eine musikalische Familie hineingeboren, ihr Vater wirkte als Hornist im Detroit Symphony Orchestra, die Mutter regte ihren ersten Gesangsunterricht an. Anschließend erfolgte ihre Ausbildung an der Manhattan School of Music und an der Oakland University of Michigan.
2009 debütierte Wagner in Mozarts Così fan tutte als Fiordiligi an der Opéra du Rhin, gab aber auch die Contessa Almaviva in Le nozze di Figaro an der Oper Frankfurt. Drei Jahre später war sie an der Deutschen Oper Berlin die Micaëla in Bizets Carmen. Als Violetta in Verdis La traviata sprang sie an der Wiener Volksoper unter der Leitung von Julia Jones ein. Ihr Debüt in der Titelrolle von Puccinis Suor Angelica erfolgte in einer Neuproduktion an der Oper Köln unter der Leitung von Will Humburg.
Die Titelrolle der Arabella von Richard Strauss sang Wagner erstmals 2013 an der Minnesota Opera, im selben Jahr die Violetta Valéry in La traviata an der Oper Frankfurt. Die Titelpartie in Verdis Giovanna d’Arco sang sie 2014 an der Oper Bonn. In Mozarts Don Giovanni war sie zunächst die Donna Elvira an der Opéra de Toulon. In Giacomo Puccinis La Bohème war sie 2015 als Mimi an der Oper Köln besetzt, an der Deutschen Oper am Rhein Düsseldorf als Arabella sowie an der Opéra National de Paris als Pamina in Mozarts Zauberflöte.
Im Januar 2016 sang Jacquelyn Wagner in Mozarts Don Giovanni erstmals die Partie der Donna Anna und gab damit ihr Debüt an der Bayerischen Staatsoper.
2018 debütierte sie im Theater an der Wien in der Titelrolle von Webers Oper Euryanthe (Dirigent: Constantin Trinks), Christian Thielemann besetzte sie 2019 bei den Salzburger Osterfestspielen als Eva in den Meistersingern und 2022 als Elsa im Lohengrin. Zwischenzeitlich feierte sie große Erfolge als Salome in Innsbruck und als Feldmarschallin im Rosenkavalier an der Wiener Volksoper.

## Auszeichnungen
Wagner gewann zahlreiche internationale Wettbewerbe, u. a. den Internationalen Gesangswettbewerbs Francisco Vinas, den Gesangswettbewerb Renata Tebaldi und den Panasonic Voice Wettbewerb in New York in der Alice Tully Hall. 2008 war sie Finalistin beim Operalia Gesangswettbewerb von Plácido Domingo. Auszeichnungen erhielt sie auch mit Stipendien der Jenny Lind Society und einem Fulbright-Stipendium.

## Diskografie
- Gustav Mahler: Symphony No. 8 in E-Flat Major "Symphony of a Thousand" (Live). Carolyn Sampson, Jacquelyn Wagner, Sasha Cooke, Jess Dandy, Barry Banks, Julian Orlishausen, Christian Immler, Minnesota Orchestra. Dirigent: Osmo Vänskä. BIS Records, 2023[2]